# Aeroportul Ihu
Aeroportul Ihu (IATA: IHU, ICAO: AYIH) este un aeroport din Gulf Province⁠(d), Papua Noua Guinee.
Situat la o altitudine de 12 m, aeroportul dispune de o singură pistă.